# Occhio alla spesa
Occhio alla spesa è stata una trasmissione che è andata in onda dal 2003 al 2013 su Rai 1. L'ultima stagione del programma era andata in onda come spazio di Unomattina cambiando titolo in Unomattina Occhio alla Spesa.
Il programma è stato realizzato nelle sue varie edizioni Rai nello Studio 4 del Centro di Produzione RAI di Saxa Rubra a Roma, fatta eccezione per l'ultima, tenuta nello studio 4 del centro produzione TV RAI Dear.

## I giochi
La trasmissione ha all'interno il gioco dell'orto, dove ci sono tre concorrenti in diretta telefonica che devono trovare il prodotto oggetto della trasmissione e se uno di essi lo trova vince 250 euro di spesa. Sono celebri gli stacchetti musicali di Tullio Maronno, musicologo esperto in cha cha cha. Durante la settimana del Terremoto dell'Aquila il gioco dell'orto è stato sospeso.

## Edizioni
| Edizione | Anno      | Prima puntata     | Ultima puntata | Durata | Conduttore           | Titolo                       | Modalità                         |
| -------- | --------- | ----------------- | -------------- | ------ | -------------------- | ---------------------------- | -------------------------------- |
| 1ª       | 2003-2004 | 15 settembre 2003 | 29 maggio 2004 | 50 min | Alessandro Di Pietro | Occhio alla Spesa            | programma indipendente           |
| 2ª       | 2004-2005 | 20 settembre 2004 | 4 giugno 2005  | 50 min | Alessandro Di Pietro | Occhio alla Spesa            | programma indipendente           |
| 3ª       | 2005-2006 | 12 settembre 2005 | 3 giugno 2006  | 50 min | Alessandro Di Pietro | Occhio alla Spesa            | programma indipendente           |
| 4ª       | 2006-2007 | 18 settembre 2006 | 1º giugno 2007 | 50 min | Alessandro Di Pietro | Occhio alla Spesa            | programma indipendente           |
| 5ª       | 2007-2008 | 17 settembre 2007 | 31 maggio 2008 | 50 min | Alessandro Di Pietro | Occhio alla Spesa            | programma indipendente           |
| 6ª       | 2008-2009 | 15 settembre 2008 | 30 maggio 2009 | 50 min | Alessandro Di Pietro | Occhio alla Spesa            | programma indipendente           |
| 7ª       | 2009-2010 | 14 settembre 2009 | 29 maggio 2010 | 50 min | Alessandro Di Pietro | Occhio alla Spesa            | programma indipendente           |
| 8ª       | 2010-2011 | 13 settembre 2010 | 27 maggio 2011 | 50 min | Alessandro Di Pietro | Occhio alla Spesa            | programma indipendente           |
| 9ª       | 2011-2012 | 12 settembre 2011 | 1º giugno 2012 | 50 min | Alessandro Di Pietro | Occhio alla Spesa            | programma indipendente           |
| 10ª      | 2012-2013 | 10 settembre 2012 | 4 aprile 2013  | 25 min | Alessandro Di Pietro | Unomattina Occhio alla Spesa | spin-off e rubrica di Unomattina |

### 2005-2006
Da questa stagione il programma assume il logo mantenuto fino alla stagione 2011-2012, e va in onda dallo stesso studio di Unomattina.

### 2008-2009
In questa edizione viene rinnovata la scenografia, che diventa quella di un mercato cittadino, inoltre viene rinnovata la sigla (la sigla usata dal 2003 al 2008 era un riarrangiamento del tema principale di Mission Impossible) che diventa una sigla realizzata appositamente per il programma, cantata in studio da attori vestiti da vari lavoratori.

### 2009-2010
Da questa edizione viene chiuso il gioco dell'orto. Ad aprire ogni puntata, solo in questa edizione, vi è l'annunciatrice Maria Giovanna Elmi che apre una finestra augurando il buongiorno ai telespettatori e annunciando il tema della puntata. L'annunciatrice interviene anche durante la trasmissione. Inoltre, solo in questa edizione, il programma, per introdurre alcuni suoi spazi, utilizza sigle di programmi storici della Rai.

### 2010-2011
In questa edizione Tullio Maronno abbandona il programma. Lo studio subisce un restyling e la trasmissione diventa 16:9. Grande successo ha avuto la rubrica dove 10 inviati in tutta Italia comunicano i prezzi del prodotto del giorno. Inoltre in questa edizione non vi è più la puntata del sabato.

### 2011-2012
La trasmissione torna a settembre 2011 con lo stesso conduttore ma non ottiene il successo degli anni precedenti. In questa edizione la trasmissione viene realizzata dallo studio 4 del CPTV Dear Nomentano.

### 2012-2013
Il 1º giugno 2012 il programma trasmette la sua ultima puntata da programma indipendente e da settembre viene incorporato in Unomattina diventando Unomattina Occhio alla spesa (che a sua volta diventerà poi Unomattina Verde), condotto sempre da Alessandro Di Pietro dal lunedì al venerdì, ma dalle ore 10:00 alle ore 10:25. La rubrica però chiude il 4 aprile 2013 la sua stagione in anticipo per il licenziamento a effetto immediato del conduttore, messo in atto per pubblicità occulta durante la stagione 2011-2012.